# Eckerlochstieg

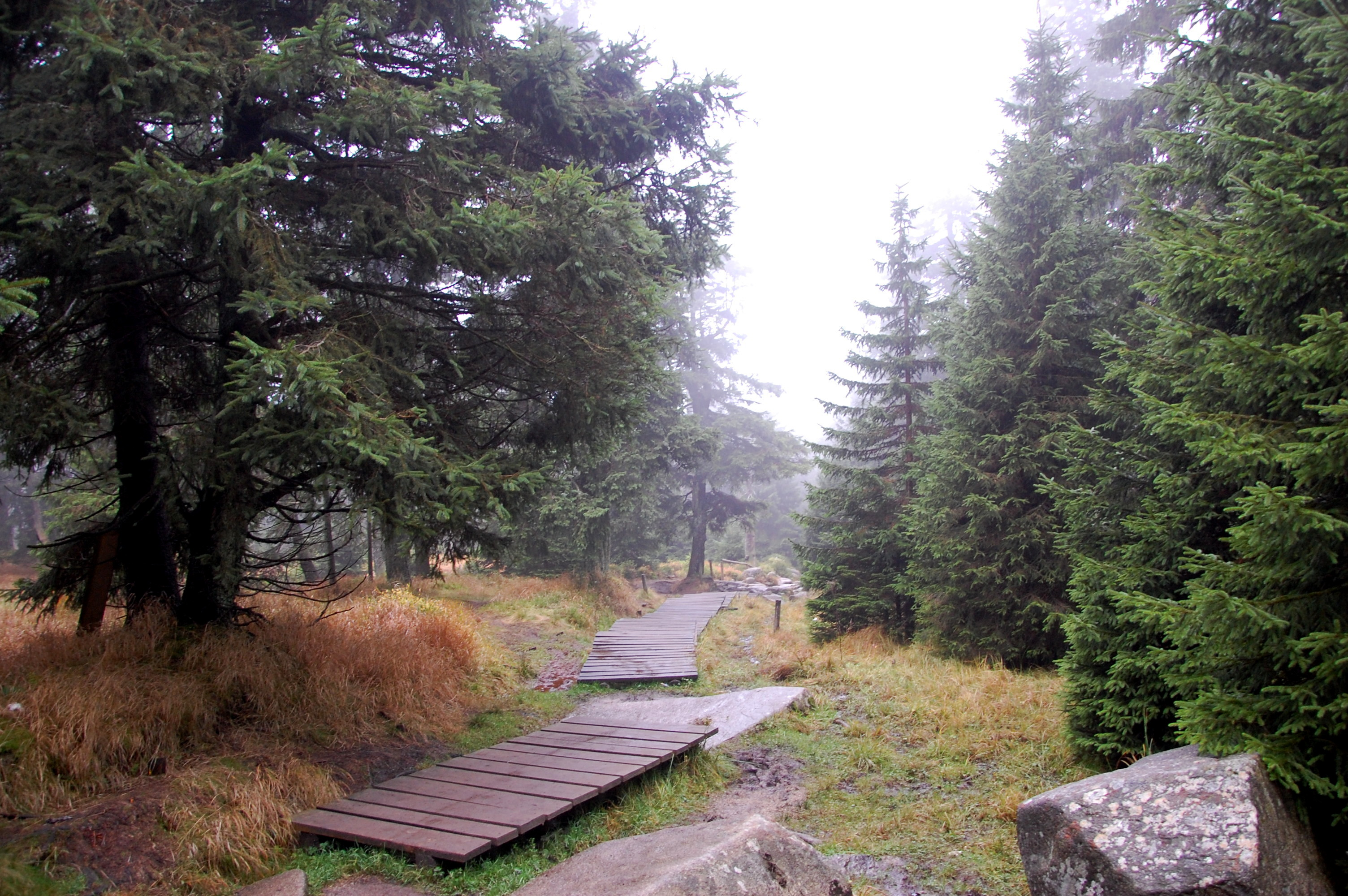
Eckerlochstieg, 2013

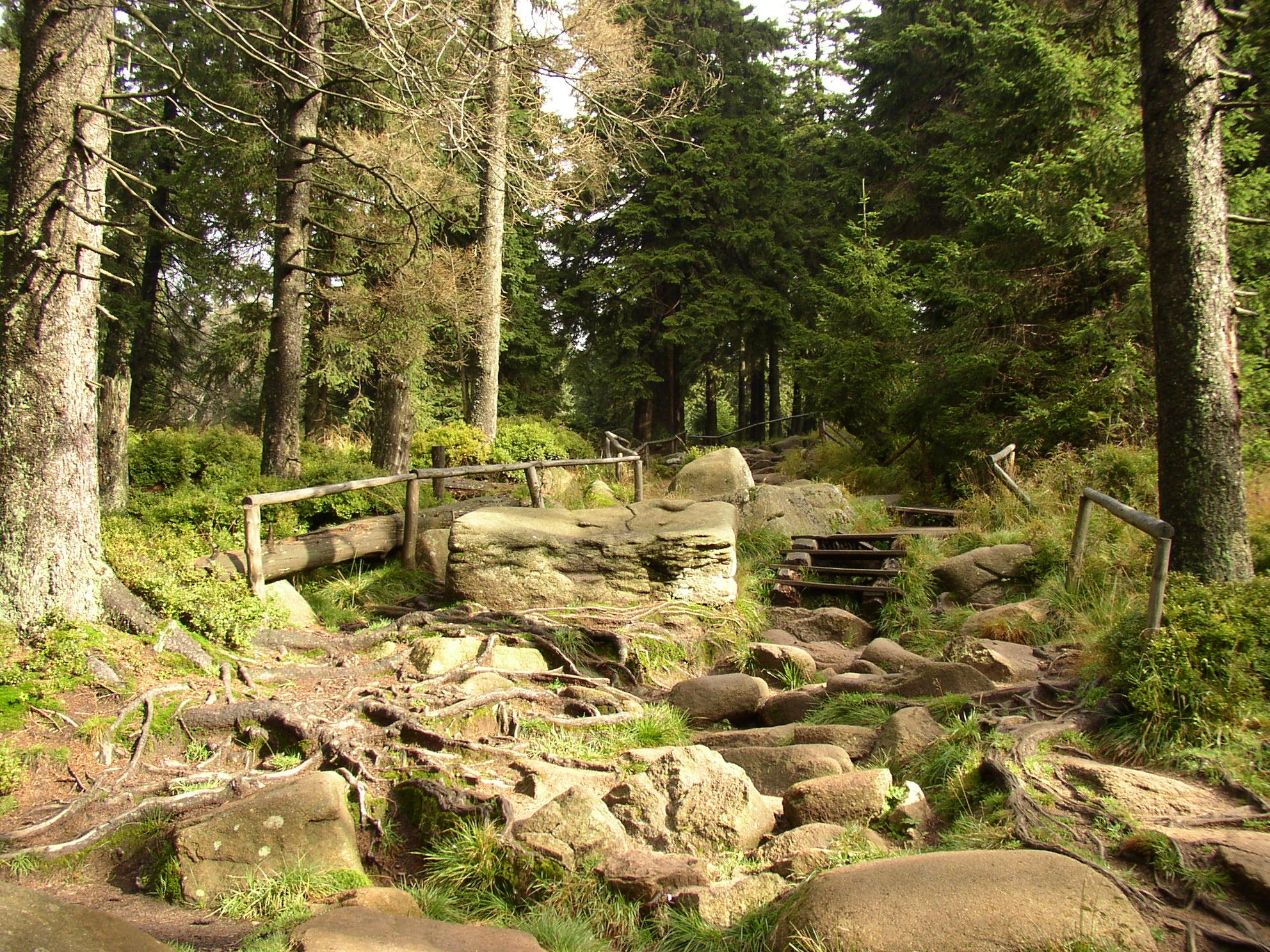
Granitbrocken auf dem Eckerlochstieg

Der Eckerlochstieg ist ein Wanderweg nordwestlich des zur Stadt Wernigerode gehörenden Orts Schierke im Harz in Sachsen-Anhalt. 
Er ist Teil einer der Wanderrouten zum Brocken und befindet sich südlich des Gipfels. Es ist der steilste und unwegsamste der Wanderwege zum Brocken. Der Eckerlochstieg führt vom Eckerloch am Schwarzen Schluftwasser über unwegsames Gelände und steilen Anstieg nach Norden durch den Nationalpark Harz, bis er nach etwas weniger als einem Kilometer ohne größere Kurven auf die Brockenstraße trifft.
In seinem südlichen Bereich verläuft der Eckerlochstieg ein Stück parallel zum Schwarzen Schluftwasser und durchquert ein Hangmoorgebiet. Auf dem nur für Fußgänger geeigneten Weg befinden sich große Granitbrocken. Der Weg wurde im Jahr 1997 neu ausgebaut. Durch die moorigen Bereiche wurden Stege angelegt, über größere Klippen führen Treppen.